# Lee Jackson (baskytarista)
Lee Jackson (* jako Keith Anthony Joseph Jackson; 8. ledna 1943 Newcastle upon Tyne) je britský baskytarista a zpěvák, nejvíce známý jako jeden ze čtyř členů skupiny The Nice. Později byl také členem skupin Jackson Heights a Refugee.